# Efekt Starka
Efekt Starka – zjawisko fizyczne polegające na rozszczepieniu oraz przesunięciu linii spektralnych atomu lub cząsteczki wysyłających lub absorbujących kwanty świetlne wywołane oddziaływaniem pola elektrycznego.
Efekt został odkryty i opisany w 1913 roku przez Johannesa Starka za co został w 1919 uhonorowany Nagrodą Nobla.
W doświadczeniu Stark obserwował światło emitowane przez wzbudzone atomy wodoru przepuszczane przez pole elektryczne o dużym natężeniu wytworzone pomiędzy okładkami kondensatora. Linie widmowe rozszczepiały i przesuwały się. Efekt ten zaobserwowano później też dla innych atomów.
Przyczyną rozszczepienia i przesunięcia linii widmowych jest zaburzenie poziomów energetycznych wywołane polem elektrycznym. Odkrycie zjawiska umożliwiło wyjaśnienie przyczyny rozszczepienia linii widmowych występujących w atomach otoczonych naładowanymi cząsteczkami.
W słabym polu elektrycznym rozszczepienia jest proporcjonalna do natężenia pola (efekt Starka liniowy), w silnym polu obserwuje się dodatkowo zależność od kwadratu natężenia pola (efekt Starka kwadratowy).
Efekt liniowy obserwuje się dla atomów wodoropodobnych (z jednym elektronem na powłoce walencyjnej) dla pozostałych obserwuje się efekt kwadratowy.
Obserwuje się też, że niektóre linie występują w kierunku prostopadłym i równoległym do pola elektrycznego, niektóre tylko w kierunku równoległym, a inne tylko w kierunku prostopadłym. Linie występujące w kierunku prostopadłym do pola są spolaryzowane niektóre równolegle inne prostopadle do pola elektrycznego.
Efekt Starka obserwuje się również w widmach rotacyjnych cząsteczek będących w polu elektrycznym. Zjawisko to wykorzystuje się do pomiaru elektrycznego momentu dipolowego cząsteczek.

## Wyjaśnienie zjawiska
Zjawisko wyjaśnia mechanika kwantowa.
Pole elektryczne usuwa degenerację ze względu na poboczną liczbę kwantową.
Rozszczepienie poziomów energetycznych otrzymujemy wówczas ze wzoru:
{\displaystyle \Delta E={\frac {3\hbar ^{2}E_{el}}{2\mu _{e}e}}n}
gdzie:
{\displaystyle E_{el}} oznacza natężenie pola elektrycznego
{\displaystyle \mu _{e}} – masę zredukowaną elektronu
Występuje tu liniowy efekt Starka, gdyż zachodzą proporcjonalności:
{\displaystyle \Delta E\sim n} oraz {\displaystyle \Delta E\sim E_{el}}
Jeżeli atom nie ma własnego momentu dipolowego, co można zapisać wyrażeniem:
{\displaystyle E_{el}=0\Longrightarrow {\overrightarrow {p_{el}}}=0}
wówczas pole elektryczne indukuje moment dipolowy tego dielektryka {\displaystyle {\overrightarrow {p_{el}}}\sim E_{el}}
Występuje wówczas kwadratowy efekt Starka, gdzie:
{\displaystyle \Delta E\sim E_{el}^{2}}
Efekt Starka nie umożliwia wyznaczenia liczb kwantowych atomów.
W silnym polu elektrycznym przestaje obowiązywać sprzężenie L-S (Russella-Saundersa), przez co możemy powiedzieć, że efekt Starka jest elektrycznym odpowiednikiem efektu Paschena-Backa zachodzącego w silnych polach magnetycznych.

## Efekt Starka w widmach rotacyjnych
Efekt Starka obserwuje się w widmie rotacyjnym, gdy cząsteczkę polarną umieści się w zewnętrznym polu elektrycznym. Energia rotacji zależy wtedy od liczby kwantowej M (kwantującej rzut momentu pędu na wyróżniony kierunek w laboratoryjnym układzie współrzędnych, w tym przypadku na kierunek pola elektrycznego). Dla sztywnego rotatora liniowego energia w stanie M, J w polu {\displaystyle E_{el}} opisywana jest wzorem:
{\displaystyle \varepsilon \left(J,M\right)=hcBJ(J+1)+a(J,M)\mu ^{2}E_{el}^{2}}
gdzie:
{\displaystyle a(J,M)={\frac {J(J+1)-3M^{2}}{2hcBJ(J+1)(2J-1)(2J+3)}}}
{\displaystyle \mu } w powyższym wzorze jest wartością elektrycznego momentu dipolowego, a {\displaystyle B} stałą rotacyjną (wyrażoną w {\displaystyle \mathrm {cm} ^{-1}}). Zjawisko to wykorzystywane jest do wyznaczania wielkości momentu dipolowego związków lotnych.